# سلول گیرنده نور

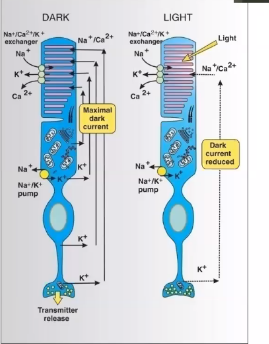
سلول گیرنده نور - استوانه ای

سلول گیرندۀ نور (به انگلیسی: Photoreceptor cell) نوع خاصی سلول عصبی اپی‌تلیال در شبکیه که قادر به هدایت تصویر است. اهمیت زیاد گیرنده‌های نوری، تبدیل نور به سیگنال‌هایی است که می‌تواند فرایندهای بیولوژیکی را تحریک کنند. به طور دقیق‌تر، پروتئین گیرندۀ نوری در سلول، فوتون‌های نوری را دریافت می‌کند و موجب تحریک ظرفیت غشای سلول می‌شود و در نتیجه آن اطلاعات دیداری تولید می‌شود.